# Jesé Rodríguez
Jesé Rodríguez Ruíz (Las Palmas, 26 de fevereiro de 1993) é um futebolista espanhol que atua como atacante. Atualmente joga no Las Palmas.

## Carreira

### Real Madrid
Revelado nas categorias de base do Real Madrid, foi promovido a equipe principal pelo treinador José Mourinho para a temporada 2011–12. Fez sua estreia oficial no dia 13 de dezembro de 2011, em partida contra o Ponferradina pela Copa do Rei. Marcou seu primeiro gol na La Liga no dia 25 de outubro de 2013, na derrota de 2–1 para o Barcelona no Camp Nou.
No dia 18 de março de 2014, numa partida contra o Schalke 04, válida pela Liga dos Campeões da UEFA, Jesé sofreu uma grave lesão no joelho direito (ruptura completa do ligamento cruzado anterior) em uma disputa com o lateral alemão Sead Kolašinac.

### Paris Saint-Germain
Foi contratado pelo Paris Saint-Germain no dia 8 de agosto de 2016, assinando por cinco temporadas. Os franceses desembolsaram 25 milhões de euros pelo atacante. Em sua primeira temporada na equipe, o espanhol disputou 14 jogos e marcou dois gols.
Após ser emprestado quatro vezes (para Las Palmas, Stoke City, Betis e Sporting) e não conseguir se firmar no PSG, Jesé teve seu contrato rescindido no dia 6 de dezembro de 2020. No total, o atacante disputou apenas 18 jogos e marcou dois gols pelo clube francês.

### Ankaragücü
No dia 28 de junho de 2022, Jesé foi anunciado pelo Ankaragücü, da Turquia, assinando por uma temporada.

### Sampdoria
Livre no mercado após a curta passagem pelo Ankaragücü, assinou com a Sampdoria no dia 9 de fevereiro de 2023. O atacante marcou seu primeiro gol pelo clube no dia 16 de abril, num empate em 1–1 contra o Lecce, válido pela 30ª rodada da Serie A.

### Coritiba
Depois de semanas de negociações, Jesé teve a sua contratação oficializada pelo Coritiba no dia 5 de setembro de 2023. Aos 30 anos de idade, o espanhol assinou contrato por duas temporadas. O jogador estreou pela equipe no dia 21 de setembro, numa derrota por 5–1 para o Vasco da Gama, em jogo válido pela 24ª rodada do Campeonato Brasileiro. Jesé entrou em campo novamente no dia 18 de outubro, na derrota em casa por 3–0 para o Cuiabá. O espanhol saiu do banco de reservas e substituiu o atacante Robson, assim como na partida contra o Vasco. Jesé teve uma atuação discreta em ambas as ocasiões, sem qualquer oportunidade de fazer gol.
Em novembro, após ter o rebaixamento no Brasileirão confirmado, o Coritiba anunciou, via X (Twitter), que cinco jogadores do elenco, entre eles Jesé, haviam sido dispensados pelo clube.

### Johor DT
No dia 5 de outubro de 2024, Jesé assinou com o Johor DT, da Malásia.

### Las Palmas
Em julho de 2025, Jesé acertou seu retorno ao Las Palmas.

## Vida pessoal
O jogador tem quatro filhos: Jesé Jr. (nascido em 2012) e Neizan (nascida em 2016), frutos da relação com Melody Santana, Nyan (nascido em 2017) que nasceu do namoro com Aurah Ruiz, e Kenai (nascido em dezembro de 2019) da sua relação com a modelo e influenciadora digital catalã Janira Barm.

## Títulos
Real Madrid Castilla
- Segunda División B: 2011–12

Real Madrid
- La Liga: 2011–12
- Troféu Santiago Bernabéu: 2013 e 2015
- Troféu Teresa Herrera: 2013
- Copa do Rei: 2013–14
- Liga dos Campeões da UEFA: 2013–14 e 2015–16
- Copa do Mundo de Clubes da FIFA: 2014

Paris Saint-Germain
- Supercopa da França: 2017
- Ligue 1: 2019–20

Seleção Espanhola
- Eurocopa Sub-19: 2012

### Prêmios individuais
- Equipe do torneio do Campeonato Europeu Sub-19 de 2012[20]
- Troféu Zarra: 2012–13
- Chuteira de Bronze da Copa do Mundo FIFA Sub-20 de 2013

### Artilharias
- Eurocopa Sub-19 de 2012 (5 gols)